# 루터 대교리문답서

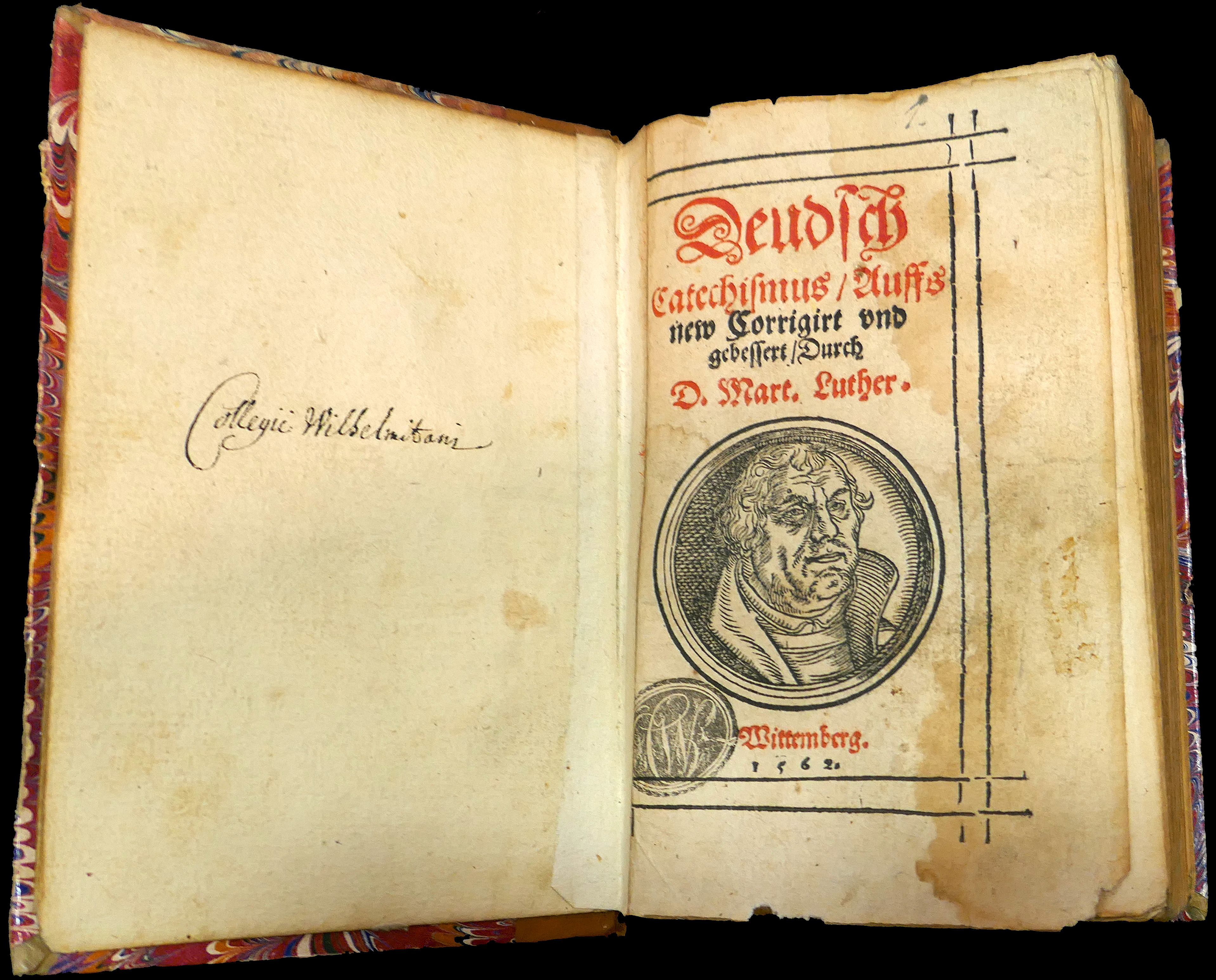

루터 대교리문답서( - 大敎理問答書, 독일어: Der Große Katechismus, 영어: Luther's Large Catechism)는 기독교인이 지켜야 할 교리에 관해 문답 형식으로 저술된 서적이다. 1529년 마르틴 루터에 의해 출판되었다. 크게 다섯 부분으로 이루어져있는데, 십계명, 사도신경, 주님의 기도, 세례, 성찬으로 이루어져 있다.
아우크스부르크 신앙 고백을 강조하며 부모와 가르치는 사람에 대한 권면의 중요성에 대한 각각의 교리 문답 형식이다. 루터는 서문에서 아래와 같이 밝히고 있다.
따라서 모든 아버지는 가족의 질문에 답하는 것이 의무이며 자신의 아이들이 얼마나 알고 있는지 종이에 적어 일주일에 한번씩 학습하는 것이 의무이다. 그래야 그들이 학습하는 데에 충실해지기 때문이다. 그렇게 함으로써 우리는 굳건히 신앙을 지킬 수 있다.

## 같이 보기
- 루터 소교리문답서